# Université de Tripoli
 (mai 2023).
Si vous disposez d'ouvrages ou d'articles de référence ou si vous connaissez des sites web de qualité traitant du thème abordé ici, merci de compléter l'article en donnant les références utiles à sa vérifiabilité et en les liant à la section « Notes et références ».
L'université de Tripoli est une université libyenne située à Tripoli, la capitale nationale. Il s'agit de la plus grande université du pays.
Elle est créée par décret royal le 15 décembre 1955 et sera considérée comme une division de l'université de Libye (en) jusqu'en 1973 lorsqu'elle deviendra indépendante. En 1976, l'université est renommée en « université Al-Fateh », jusqu'en 2011 lorsqu'elle retrouve son nom « université de Tripoli ».

## Étudiants notables
- Maryam Salama, femme de lettres libyenne.
- Slim Riahi, homme d'affaires et homme politique tunisien, fondateur et président de l'Union patriotique libre (UPL).